# Гіллел Словак
Гіллел Словак (англ. Hillel Slovak; 13 квітня 1962 — 25 червня 1988) — американський гітарист, учасник групи "What's This?". Став одним із засновників та першим гітаристом групи Red Hot Chili Peppers. Помер від передозування героїном у віці 26 років.
Його стиль гри сильно вплинув на звучання ранніх RHCP (Red Hot Chili Peppers), оскільки наступний гітарист групи Джон Фрушанте був його фанатом. Згодом йому було присвячено кілька пісень RHCP включаючи «Otherside», «Knock Me Down», «My Lovely Man», «Skinny Sweaty Man», «Taste the Pain» та «Feasting On The Flowers».

## Ранні роки
Словак народився в Хайфі в сім'ї євреїв. В 1966 році, коли йому було чотири роки, його сім'я емігрувала в США. Вони поселились у Квінсі, а в 1967 році переїхали в Північну Каліфорнію. Словак вчився у вищій школі Банкрофта молодшого, де познайомився і подружився з Джеком Айронсом та Майклом Пітером Бальзарі. Втрьох вони перевелись у вищу школу «Фейрфекс». Словак почав вчитися грати на гітарі, коли йому було 13 років. Під час навчання в школі «Фейрфекс» Словак і його друзі познайомились з Ентоні Кідісом. У першу групу, створену Словаком, ввійшли Айронс, Ален Юханес і Тодд Страсман. Група отримала назву «Chain Reaction», а пізніше, після першого концерту, була перейменована на «Anthym». Словак був незадоволений грою Страсмана на бас-гітарі та запропонував Майклу Бальзарі освоїти цей інструмент. Під керівництвом Словака Бальзарі швидко освоїв бас-гітару і зайняв місце Страсмана в групі. Після закінчення школи група змінила назву на "What's This?".

## В Red Hot Chili Peppers
Словак зіграв у складі Red Hot Chili Peppers багато успішних концертів, коли більш близький йому проєкт "What’s This?" отримав контракт на запис. У зв'язку з цим Словак покинув групу, але під час запису свого другого альбому він почав сумувати по RHCP і тому зв'язався з Бальзарі щодо свого повернення в колектив. «Перці» в той час були незадоволені Джеком Шерманом, і в розпалі концертного туру Red Hot Chili Peppers Шерман був звільнений і його місце зайняв Словак.
Два наступні альбоми були написані при участі Словака. Пісні «Skinny Sweaty Man» і «No Chump Love Sucker» з наступних альбомів написані про Словака. Він був відомий під псевдонімами «Slim Bob Billy», «Slim», «Huckleberry», і Кідіс часто вимовляв ці прізвиська перед початком гітарних соло Словака.

## Смерть
Словак і Кідіс підсіли на героїн ще на зорі кар'єри. Під час європейського туру на підтримку альбому The Uplift Mofo Party Plan вони обидва вирішили утримуватися від наркотиків, але ломка зробила Словака нездатним грати на сцені і на декілька шоу він був замінений іншим музикантом.
Незабаром після повернення групи з європейського турне 27 червня 1988 року Словак був знайдений мертвим. Причиною смерті стало передозування героїном. Словак був похований у Каліфорнії. Його останнім записом стала кавер-версія пісні Джимі Гендрікса «Fire», що увійшла до альбому Mother's Milk.
Загибелі та пам'яті Словака присвячена пісня Feasting on The Flowers, яка увійшла в студійний альбом The Getaway (альбом Red Hot Chili Peppers, що побачив світ у 2016 році).

## Вплив
Робота Словака внесла найбільш значний вклад у раннє звучання Red Hot Chili Peppers. Він впливав на молодого Джона Фрушанте, який замінив Словака в складі групи.

## Дискографія
В складі What Is This?
- Squeezed — (1984)
- What Is This? — (1985)
- 3 Out of 5 Live — (1985)

В складі Red Hot Chili Peppers
- Freaky Styley — (1985)
- The Uplift Mofo Party Plan — (1987)
- The Abbey Road E.P. — (1988)
- Mother’s Milk — (1989)
Грає тільки в одній композиції, «Fire»
- What Hits!? — (1992)
- Out in L.A. — (1994)
- Under the Covers: Essential Red Hot Chili Peppers — (1998)
- The Best of the Red Hot Chili Peppers — (1998)